# Anagramma

L'animazione di anagramma:
Lo determini mercé l'esatto = rimescolamento di lettere

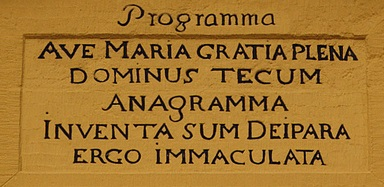
Anagramma latino sopra il portale della Chiesa del Ginnasio, Meppen

Un anagramma (dal greco ἀνά- aná-, prefisso che significa "sopra", e γράμμα grámma, "lettera") è il risultato della permutazione delle lettere di una o più parole compiuta in modo tale da creare altre parole o eventualmente frasi di senso compiuto.
Gli anagrammi sono classificabili fra i giochi linguistici e quelli enigmistici.

## Storia
La costruzione degli anagrammi è una pratica antica, anche se non è certa l'origine esatta. Era noto al popolo ebraico, in particolare agli scrittori più tardi come i cabalisti, che giocavano con "i misteri e i segreti che sono intrecciati nei versi di lettere". Gli anagrammi erano però già noti anche ai Greci e, come altri giochi di parole (in particolare enigmistici come la sciarada), si legavano inizialmente a pratiche magiche, quale l'oniromanzia: ne parla ad esempio, usando il termine ἀναγραμματισμός anagrammatismós, il greco Artemidoro nel II secolo dopo Cristo. Quest'ultimo, seppur screditandolo, fa riferimento all'indovino Aristandro di Telmesso, celebre per i vaticini che illuminarono il viaggio di Alessandro Magno alla conquista dell'Asia. Allo stesso periodo, risale anche la pratica per cui l'anagramma aveva fini di celebrazione e adulazione di un personaggio potente: lo usò in questo modo Licofrone di Calcide, poeta del III secolo a.C., noto appunto per gli anagrammi encomiastici rivolti a Tolomeo II Filadelfo.
Conosciuti anche presso gli antichi Romani, gli esempi di anagramma conosciuti in latino appaiono per lo più imperfetti. In ogni caso, Sant'Agostino ne avrebbe individuato uno nella Vulgata, la traduzione latina del Vangelo: la domanda di Ponzio Pilato a Gesù ("Quid est veritas"?) trova la risposta nel suo stesso anagramma "Est vir qui adest" ("È l'uomo che è presente").
L'anagramma fu popolare in Europa soprattutto a partire dai secoli XVI e XVII. Si trovano anagrammisti alle corti di Carlo IX (Jean Dorat) e degli Stuart (Joshua Sylvester). Talora sono poeti; altre volte, come nel caso di Thomas Billon presso Luigi XIII, veri e propri anagrammisti "ufficiali".
William Camden, in Remaines Concerning Britaine, definisce l'anagrammatismo come "la dissoluzione di un nome scritto realmente nelle sue singole lettere, quali suoi elementi, e la ricomposizione di esso per mezzo di una permutazione artificiosa, senza aggiunta, sottrazione o cambio di alcuna lettera, in parole diverse che abbiano un senso compiuto applicabile alla persona citata". Conferma così - se ce ne fosse bisogno - l'attitudine dell'anagramma a scoprire caratteri personali celati nel nome spesso in funzione celebrativa o, al contrario, denigratoria. John Dryden invece definisce la pratica, in modo sdegnoso, "la tortura di una povera parola in diecimila modi", senza naturalmente effetto alcuno sulla fortuna di essa.
Le funzioni dell'anagramma sono però storicamente molteplici; vi ricorsero e vi ricorrono in particolare personaggi che intendono celarsi dietro pseudonimi, talora anche a costo di forzature, oppure per eludere la censura o per celare temporaneamente importanti scoperte come, ad esempio, Galileo Galilei a proposito delle fasi di Venere. Voltaire (François-Marie Arouet), ad esempio, ricavò il suo pseudonimo dal cognome (cambiando in v, alla latina, la lettera u) e dall'apposizione "le jeune" (= il giovane), sintetizzata in L. I. (abbreviando in i la lettera j). Trilussa, invece, è l'anagramma corretto del vero cognome del poeta Carlo Alberto Salustri.

## Ludolinguistica
Il significato delle parole che derivano dall'anagramma non di rado risulta affine al contesto originario, o ad esso completamente opposto, producendo così sorpresa: o con effetti umoristici o, comunque, con interessanti associazioni (es.: attore = teatro, bibliotecario = beato coi libri, donna = danno, marocchino = monarchico). Si deve ad Enrico Parodi ("Snoopy") la scoperta di una virtuosa e concettualmente ineccepibile "definizione autoreferenziale" del gioco dell'anagramma servendosi obbligatoriamente di una frase anagrammata:
(Snoopy)
In realtà, maggiore è il numero delle lettere a disposizione, maggiore è la probabilità che l'anagramma realizzi tali associazioni, pertanto l'effetto di sorpresa dovrebbe essere limitato. A prescindere da considerazioni eminentemente estetiche (le quali sempre comportano una valutazione soggettiva personale) l'incremento nei risultati positivi è dimostrabile col calcolo combinatorio e secondariamente con l'analisi statistica i quali permettono di appurare che incrementando il numero delle lettere componenti la frase di partenza (il cosiddetto esposto) aumentano le frasi a senso compiuto.

### Casistica
Più in generale, la ludolinguistica dà un nome preciso a due casi particolari di anagramma:
- l'aptagramma è quello in cui gli elementi hanno affinità di significato, es.: Stefano protomartire = santo morto fra pietre;
- l'antigramma è quello in cui essi sono invece in contrasto; es., in inglese, astronomers = no more stars; funeral = real fun.

Sono infine conosciuti anagrammi (imperfetti) a cambio o a scarto di una lettera, ma si tratta di uno schema piuttosto infrequente, e in genere si praticano in forme più complesse come il metanagramma. Oltre l'enigmistica si può ricordare un esplicito anagramma a cambio (in realtà una semplice metatesi sillabica a cambio) nei versi della canzone Ballando con una sconosciuta, di Francesco Guccini: "felicità che sappiamo soltanto guardare, aspettare, cercare già fatta, quasi fosse anagramma perfetto di facilità, barando su un'unica lettera" (felicità = facilità).

## Enigmistica
L'enigmistica, riconoscendo la versatilità del gioco, distingue fra anagrammi enigmistici propriamente detti e anagrammi non enigmistici. I primi sono generalmente combinazioni alla base di un gioco in versi o di una crittografia; ma non è escluso dall'utilizzo nei rebus (come anagramma illustrato o come anarebus) e perfino nelle parole crociate. L'anagramma in questo caso è uno schema, ossia un tipo di rapporto fra i termini che costituiscono la soluzione dell'enigma. I secondi comprendono ogni altra forma; tuttavia nemmeno queste sono escluse, in linea di principio, dalla pratica enigmistica (anche se di pura composizione e non di soluzione; es.: concorsi e gare anagrammatiche). Tendono però in questo caso a soggiacere a criteri di selezione più rigorosi.
All'anagramma si riconducono in pratica tutti gli schemi enigmistici che non prevedono aggiunte o scarti di lettere. In base alla maggiore o minore "radicalità" della permutazione, infatti, gli anagrammi si dicono più o meno moderati, e solo la presenza di requisiti ulteriori fa sì che il gioco assuma una denominazione più specifica. Così, ad esempio, una metatesi capra / carpa non è altro che un anagramma molto moderato, fondato ulteriormente sul presupposto che una sola lettera migri da un punto all'altro della parola. Nel dubbio sulla denominazione di uno schema si deve sempre tenere conto di questi requisiti: il caso di capra / carpa andrà dunque denominato metatesi (o spostamento) e non anagramma.

### Tipi di anagrammi
Si possono avere anagrammi tra parole e parole, parole e sintagmi, tra parole e frasi, frasi e frasi, sintagmi e sintagmi. Ecco dunque alcuni esempi:
- l'anagramma semplice (tra parola e parola; es.: calendario = locandiera);
- l'anagramma a sintagma composto (tra parola e sintagma composto cioè di più parole; es.: doppiatore = pepita d'oro);
- l'anagramma diviso (tra una e più parole; es.: realtà / sogno = ergastolano; o anche tra più e più parole; es.: Macerata / Napoli = Palermo / Catania);
- Il sintagma anagrammato (tra sintagma composto e sintagma composto; es.: il soldato geniere = le giornate di sole);
- il sintagma anagrammato diviso (tra due sintagmi di una sola parola e un sintagma di più parole; es.: fortuna / iella = tiro alla fune).

Fra gli anagrammi divisi e le frasi anagrammate divise l'enigmistica tende a prediligere le combinazioni i cui termini sono attinenti fra loro, come avviene negli esempi sopracitati. Tuttavia non si tratta di una regola inderogabile, e a livello di enigmistica classica, dovendo l'anagramma semplicemente fornire lo schema ad un gioco che può essere svolto in modo più o meno apprezzabile, molti preferiscono aver riguardo alla conformazione del gioco stesso piuttosto che alla bellezza della combinazione (ossia dell'anagramma concretamente usato).

## Matematica e informatica
Dal punto di vista della matematica e della informatica, e più in particolare della teoria dei linguaggi e della combinatoria, una parola, una locuzione o una frase è una stringa o equivalentemente una disposizione con ripetizione sull'alfabeto delle lettere che la compongono. Consideriamo dunque una generica stringa w le cui lettere costituiscono l'alfabeto A. Se l'alfabeto viene ordinato in una sequenza, si può definire precisamente il vettore di Parikh della stringa w Prk(w) come la sequenza dei numeri delle occorrenze delle successive lettere. Ad es. se ci si riferisce all'alfabeto (A, M, O, R) Prk(ROMA) = (1, 1, 1, 1). A questo punto si definisce come anagramma di w ogni stringa che ha lo stesso vettore di Parikh della w. La relazione essere anagramma di è una equivalenza. Si osserva che per i matematici e gli informatici ROMA è anagramma di ROMA.
Torniamo allora alle due precedenti espressioni mariane e assegniamo loro il vettore di Parikh riferito alla sequenza dell'alfabeto italiano di 21 lettere
(6, 0, 1, 1, 3, 0, 1, 0, 3, 1, 3, 1, 1, 1, 0, 1, 1, 2, 2, 1, 0)
(a, b, c, d, e, f, g, h, i, l, m, n, o, p, q, r, s, t, u, v, z)
Per questa affermazione non si sono distinte minuscole e maiuscole (e si sono trascurati spazi e virgole); questa necessità era poco sentita all'atto della introduzione intuitiva delle due locuzioni. L'approccio matematico-informatico, indispensabile quando si voglia operare sugli anagrammi (e in generale sui testi) con strumenti di elaborazione automatici, può essere ritenuto complementare a quello umanistico.

### Calcolo combinatorio

#### Senza ripetizioni
Quanti sono gli anagrammi di un nome di lunghezza n?
La risposta a questa domanda è abbastanza semplice. Supponiamo per ora che la parola considerata sia formata da lettere tutte diverse.
Ad esempio se consideriamo una parola di lunghezza quattro, CANE, possiamo scegliere di mettere al primo posto una qualsiasi delle quattro lettere (quindi abbiamo 4 possibilità per il primo posto). Per il secondo posto avremo solo 3 possibilità perché una lettera è stata usata, per il terzo le possibilità sono due, per l'ultima posizione la scelta è obbligata: se abbiamo scritto ACN dobbiamo per forza finire la parola con E.
Quindi abbiamo {\displaystyle 4\times 3\times 2\times 1=24} possibili anagrammi di CANE:
ENAC, NEAC, EANC, AENC, NAEC, ANEC, ENCA, NECA, ECNA, CENA, NCEA, CNEA, EACN, AECN, ECAN, CEAN, ACEN, CAEN, NACE, ANCE, NCAE, CNAE, ACNE, CANE.
Questa regola è vera in generale. Se una parola contiene n simboli senza ripetizioni, il numero dei suoi anagrammi, cioè il numero delle permutazioni di n oggetti è n! (n fattoriale), cioè
{\displaystyle n!=n(n-1)(n-2)...1}

#### Con ripetizioni
Consideriamo il caso in cui ci siano delle lettere che compaiono più volte. Allora non vogliamo contare due volte ad esempio la parola KOALA distinguendo le due possibili posizioni delle due A. Quindi dobbiamo dividere il numero totale delle permutazioni per il numero di tutte le permutazioni possibili dei simboli che si ripetono. Ad esempio nel conteggio originale la parola AMACA verrebbe contata 6 volte, tante quante sono le possibili permutazioni delle tre A. La parola BAOBAB verrebbe contata 12 volte, cioè il prodotto delle permutazioni possibili delle due A (2) e delle tre B (6).
In generale i possibili anagrammi di una parola che contiene n simboli di cui uno si ripete {\displaystyle s_{1}} volte, un altro {\displaystyle s_{2}} volte, e un k-esimo si ripete {\displaystyle s_{k}} volte sono
{\displaystyle {\frac {n!}{s_{1}!s_{2}!....s_{k}!}}}
Nel caso limite che i simboli siano tutti uguali (la parola AAAAAAA), la formula dà il risultato corretto cioè {\displaystyle n!/n!=1}.
Questa è la formula generale delle già citate disposizioni con ripetizione.